# Groupie

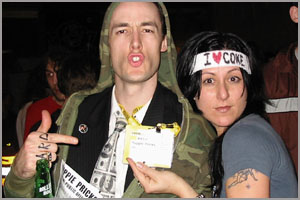
El cantante de la banda estadounidense The Yuppie Pricks, Trevor Middleton, con una fan de la banda que se ajusta al aspecto típico de una groupie.

Groupie o chica yeye es un término que se refiere al aficionado de un músico, celebridad o grupo musical en particular que sigue a esta persona o banda mientras está de gira o que asiste a tantas apariciones públicas como le es posible, con la esperanza de llegar a tener relaciones sexuales. Este concepto surgido en los años 60 está relacionado con el de fan. Groupie deriva de grupo en referencia de un grupo musical, pero la palabra también es utilizada en un sentido más general, especialmente en el lenguaje coloquial. En este sentido, el término 'groupie' define a las chicas que siguen a sus ídolos musicales con el afán de tener relaciones sexuales con ellos.
Las mujeres groupies tienen una larga reputación de estar siempre disponibles para celebridades, estrellas pop, estrellas de rock, y otras figuras públicas. El cantante Robert Plant de Led Zeppelin es citado por distinguir entre fanes que quieren sexo ocasional, y groupies que viajan con músicos durante varios períodos de tiempo, actuando como una novia sustituta o madre, a menudo cuidando los valores de algunos músicos, drogas, ropa, y vida social. Nancy Spungen, que se convirtió en la pareja de Sid Vicious de Sex Pistols, es un ejemplo; mujeres adoptando su papel a veces son referidas como "esposas de ruta". Cynthia Plaster Caster y The GTOs ("Girls Together Outrageously"), con Pamela Des Barres, en particular, como la mujer portavoz, son probablemente las groupies más conocidas de este tipo. Otro tipo de groupie eran las chicas jóvenes y adolescentes que dominaron la escena detrás del escenario en los años setenta, a veces referidas como «Baby Groupies» por algunos músicos. Estas chicas comenzaron a ir detrás de los escenarios cuando tenían catorce años de edad. Las más conocidas de este grupo fueron Sable Starr, Lori Maddox y Geraldine Edwards, que fue la inspiración para Penny Lane en Casi famosos.
Des Barres escribió dos libros detallando sus experiencias como groupie, I'm With The Band y Take Another Grows Up. Su libro más reciente, Let's Spend the Night Together, es una colección de entrevistas variadas con las groupies clásicas incluyendo a Catherine James, Connie Hamzy, Cherry Vanilla, Dee Dee Keel, Margaret Moser, y Patti Johnsen como también groupies modernas como Mandy Murders, Lexa Vonn y the Plastics. Des Barres, que se casó con el actor y estrella de rock, Michael Des Barres, también convenció a la actriz Tura Satana, Bebe Buell, la actriz Patti D'Arbanville y Cassandra Peterson, más conocida como Elvira, Mistress of the Dark para hablar sobre sus relaciones con músicos. 
De acuerdo al libro de Des Barres, hay por lo menos un hombre groupie verificado, Pleather, que siguió a celebridades femeninas como Courtney Love y las integrantes del grupo The Bangles.
"Apple Scruffs", del álbum de George Harrison All Things Must Pass, se refiere a Apple Scruffs, un grupo de chicas adolescentes que replantearon las oficinas de Apple Corps de The Beatles, Abbey Road Studios, y la casa de Paul McCartney, a menudo durmiendo afuera en una intemperie de mal tiempo, esperando ver a algún Beatle. La canción "She Came in Through the Bathroom Window" de The Beatles, se refiere al día en que algunas Scruff treparon la casa de Paul McCartney a través de una ventana del baño y entraron en su armario para tomar un par de pantalones, que se turnaban para usar. También tomaron una fotografía enmarcada, que más tarde regresaron por petición de McCartney. La película Casi famosos trata sobre la vida de groupies (aunque ellas se llaman 'curitas' en la película). En 1970, Groupie Girl fue lanzada por American International Pictures y fue escrita por el director Derek Ford y Suzanne Mercer basado en las experiencias de Mercer como groupie.